# Love Forever
Singles de Miliyah Katō, Shota Shimizu
20: Cry
(2009) Why
(2009)
Love Forever est le 15e single de Miliyah Katō en collaboration avec Shota Shimizu, sorti sous le label Mastersix Foundation le 13 mai 2009 au Japon. Il atteint la 5e place du classement de l'Oricon. Il se vend à 34 094 exemplaires la première semaine, et reste classé pendant 26 semaines, pour un total de 84 844 exemplaires vendus.
Love Forever se trouve sur l'album Ring.

## Liste des titres
| 1. | Love Forever (Miliyah Kato × Shota Shimizu） | Shota Shimizu, Miliyah | 3rd Productions |  |
| 2. | Looking Your Eyes                            | Shota Shimizu, Miliyah | Manaboon        |  |
| 3. | I'm Your Angel                               | R. Kelly               | 3rd Productions |  |
| 4. | Love Forever (Musique instrumentale)         |                        |                 |  |

| 1. | Love Forever (vidéo-clip) |  |  |